# Cap Blanc-Nez
Koordinaten: 50° 55′ 30,2″ N, 1° 42′ 33,8″ O
Das Cap Blanc-Nez (Blanc-Nez „weiße Nase“) (niederländisch Blankenesse) ist eine Landspitze an Frankreichs Ärmelkanalküste, die in diesem Bereich Côte d’Opale genannt wird, in der Region Hauts-de-France in Nordfrankreich. Es befindet sich südlich von Calais. Zusammen mit dem Cap Gris-Nez bildet es die „Gegend der zwei Kaps“ (Site de deux Caps), die im Süden von Boulogne-sur-Mer abgeschlossen wird.
Das Cap Blanc-Nez besteht aus Kreidegestein und Mergel und hat steil abfallende Seiten zum Meer. Auf dem Gipfel (132 m) befinden sich Bunker aus dem Zweiten Weltkrieg sowie ein Obelisk. Der Obelisk wurde zu Ehren der britischen Dover Patrol des Ersten Weltkrieges errichtet. Die Bunkeranlage wurde von den Besatzungstruppen des nationalsozialistischen Deutschen Reiches erstellt und gehört zu einem Komplex mit der Radaranlage „Würzburg Riese“ und der „Lindenmann-Batterie“ im benachbarten Sangatte. Die Spuren der Kämpfe des Zweiten Weltkrieges an diesem strategisch äußerst wichtigen Ort sind auch anhand der zahlreichen und noch immer gut sichtbaren Bombenkrater erkennbar. Bei klarem Wetter kann man die Kreidefelsen von Dover über der Straße von Dover, das Cap Gris-Nez und die Bucht von Wissant im Süden deutlich sehen.

## Renaturierung der Kapspitze
Die Felsen stellen dank der Spalten und kleinen Höhlen der kreidehaltigen Wand einen wichtigen Nestbaustandort für viele Vögel wie Dohle, Mehlschwalbe, Eissturmvogel, Turmfalke, Möwe, Seeschwalbe, Silbermöwe dar. Im Rahmen eines Renaturierungsprojektes wurden im Jahr 2006 ein Teil der auf den Gipfel führenden Asphaltstraße und die dort vorhandenen Parkplätze komplett rückgebaut. Dafür wurde ein ca. 300 Meter landeinwärts gelegener Parkplatz wesentlich vergrößert.

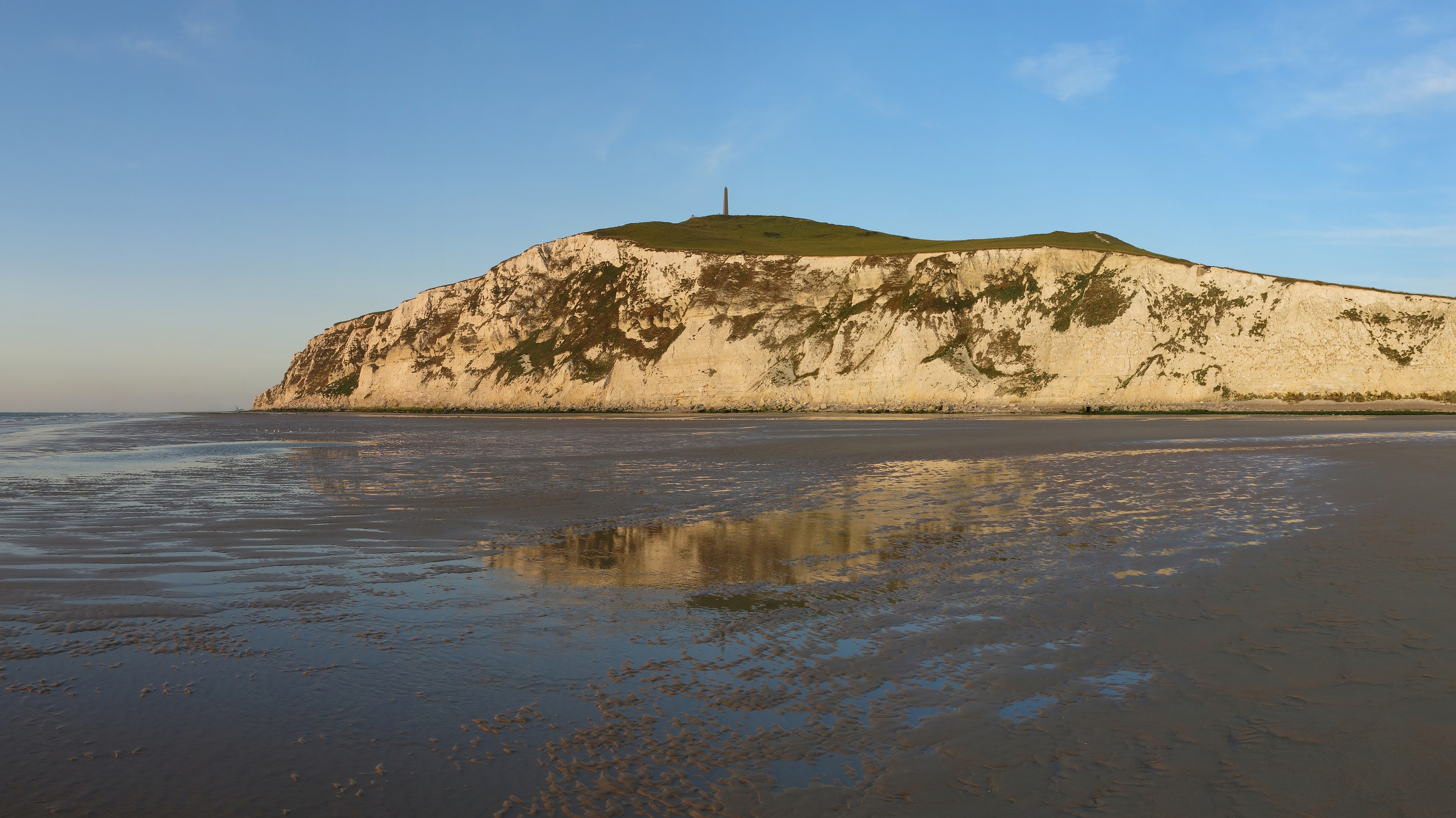
Ansicht vom Strand
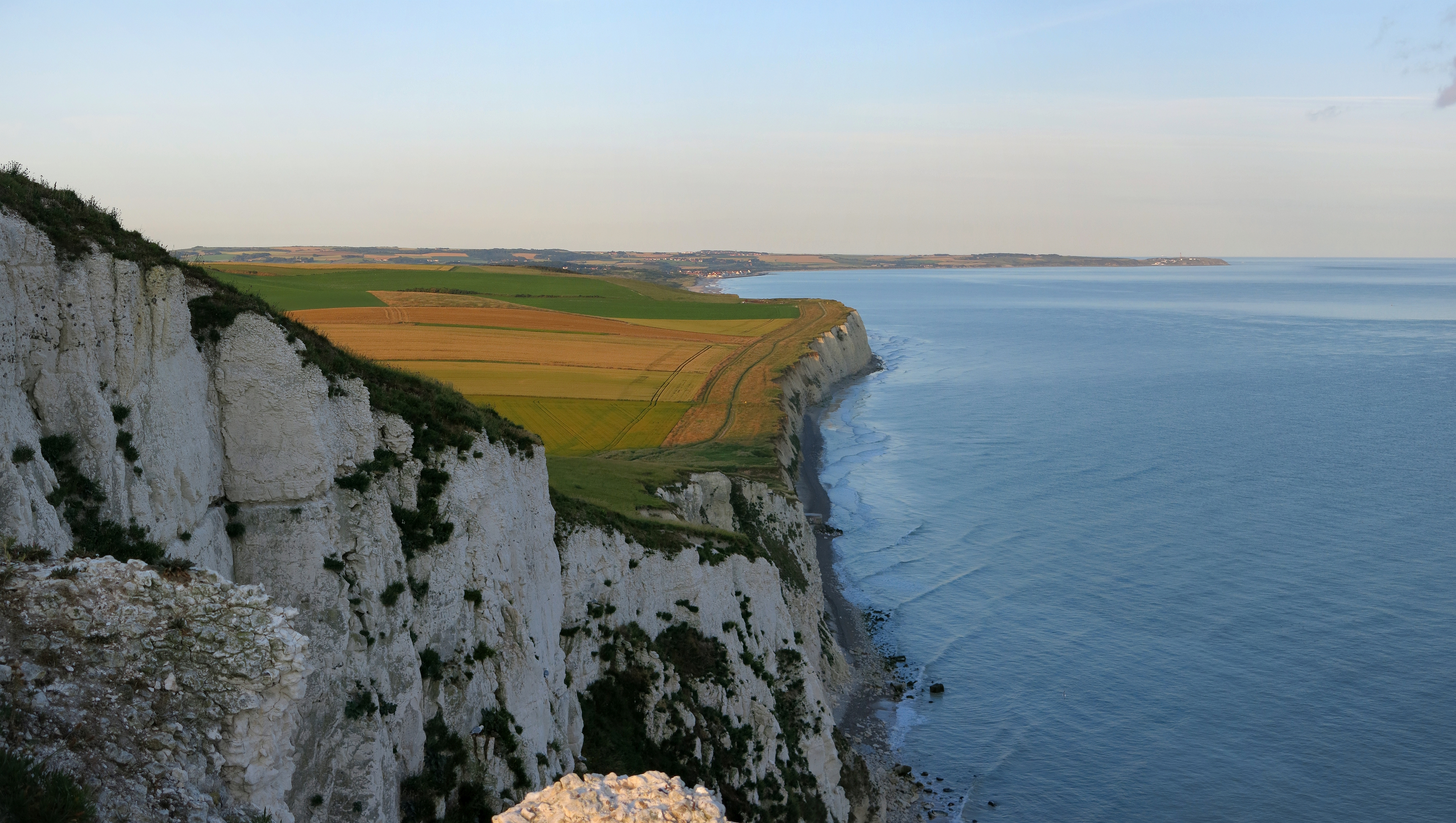
Blick vom Cap Blanc-Nez zum Cap Gris-Nez über die Bucht von Wissant
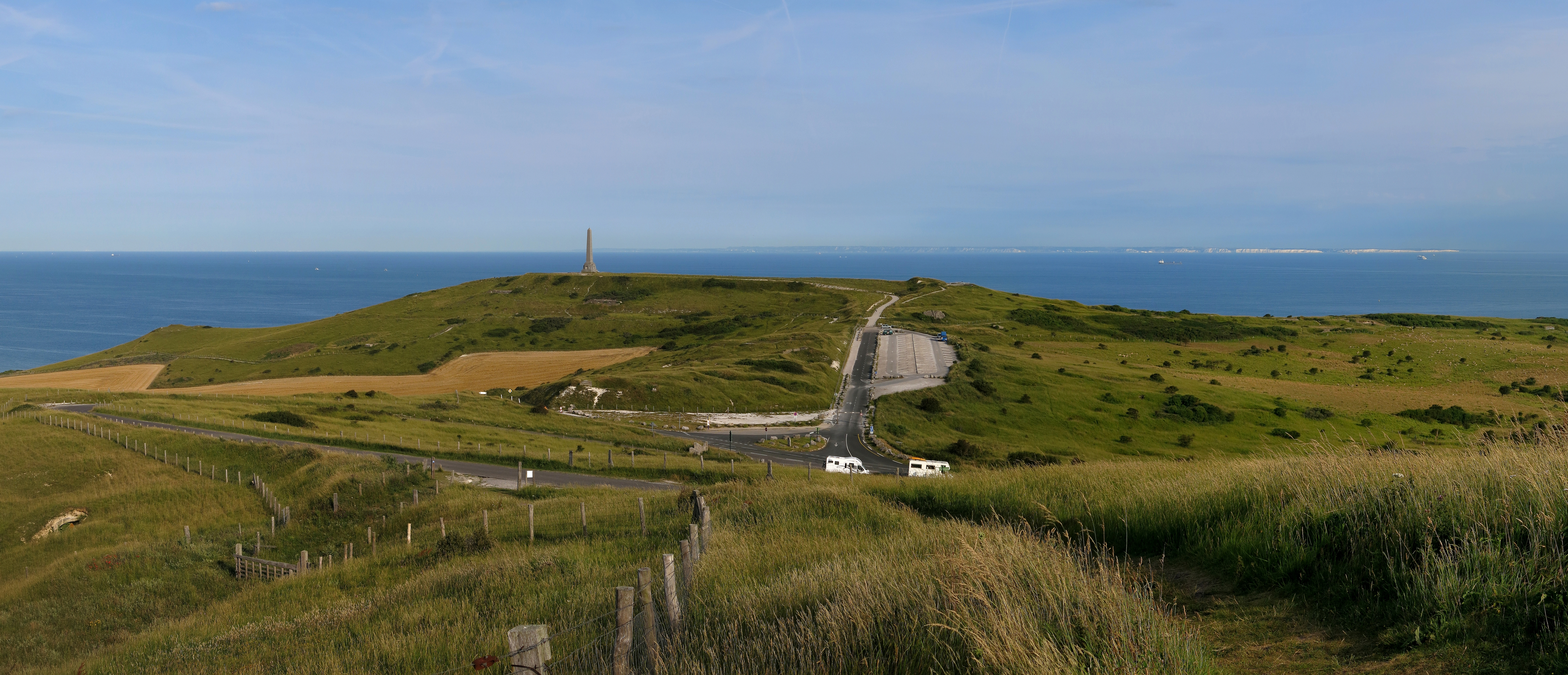
Ansicht von Osten. Rechts hinten die Kreidefelsen von Dover

## Sport
Im Jahr 2022 führte die 4. Etappe der 109. Austragung der Tour de France vorbei am Cap Blanc-Nez. Auf der (D940) wurde nach Escalles vor dem Abzweiger zum Parkplatz mit der Côte du Cap Blanc-Nez (107 m) eine Bergwertung der 4. Kategorie abgenommen. Sieger der Bergwertung war der Belgier Wout van Aert.